# Сантали
Сантали, или у неким случајевима Санталци, племе су аустроазијског порекла које претежно настањује државе на истоку Индије. Сантали су треће највеће племе у Индији и истовремено и највеће староседелачко племе Џарканда. Ван Индије Сантала има највише у Бангладешу (300 хиљада) и Непалу (43 хиљада). Говорници су сантали језика који спада у аустроазијску породицу језика и њиме говори око 6 милиона људи. У конфесионалном погледу, већином исповедају хиндуизам, а мањим делом исповедају и традиционална веровања, хришћанство (протестантизам) и будизам. Укупно их има око 7,5 милиона.
Сантали су потомци говорника аустроазијских језика који су из југоисточне Азије избегли на подручје Индије пре око 4.000 - 3.500 година. Најбројнији су из мундске групе аустроазијских народа, али су на њихову културу значајан утицај оставили Индијци.

## Језик
Сантали говоре сантали језиком, који спада у мундску групу аустроазијске породице језика. Њихово писмо се зове ол чики, које је слично индијској варијанти писања. Међу Санталима су заступљени језици индоаријске гране индоевропске породице језика, као што су бенгалски, орија и хинду.